# Oregon City (Schiff)
Die USS Oregon City (CA-122) war ein im Februar 1946 in Dienst gestellter Schwerer Kreuzer der United States Navy. Das Typschiff der aus insgesamt vier Einheiten bestehenden Oregon-City-Klasse hatte eine aktive Dienstzeit von lediglich 22 Monaten. Im Dezember 1947 kam die Oregon City in die Reserveflotte. Dort lag das Schiff mehr als 25 Jahre lang, ehe es 1973 abgewrackt wurde.

## Geschichte
Die Oregon City wurde am 8. April 1944 als Typschiff ihrer Klasse in der Werft von Bethlehem Steel auf Kiel gelegt und lief am 9. Juni 1945 vom Stapel. Das für den Einsatz im Pazifikkrieg konzipierte Schiff erlebte den aktiven Kriegseinsatz nicht mehr, die Indienststellung erfolgte am 16. Februar 1946 unter dem Kommando von Captain Burtnett Kent Culver, der bis zur Ausmusterung des Kreuzers dessen Kommandant blieb.
Ihre Probefahrt führte die Oregon City zur Guantanamo Bay Naval Base. Anschließend wurde sie im Juli 1946 zum Flaggschiff der United States Fourth Fleet. In dieser Rolle führte das Schiff Trainingsmanöver mit Reservisten vor Philadelphia aus und unternahm im Oktober ebenfalls mit Reservisten an Bord eine Reise nach Bermuda.
Nach weiteren Übungen lag die Oregon City von März bis Juni 1947 im Hafen von Boston, ehe sie für eine Trainingsfahrt in die Karibik aufbrach. Diesen letzten Einsatz beendete das Schiff im August 1947 in Philadelphia.
Nach Ende des Zweiten Weltkriegs bestand weniger Bedarf an großen Kriegsschiffen wie der Oregon City. So wurden mehrere geplante Einheiten ihrer Klasse nie fertiggestellt, sondern nach Kriegsende in der frühen Bauphase verschrottet. Während ihre drei fertiggestellten Schwesterschiffe durch Umbauten und Modernisierungen weiter im aktiven Einsatz blieben, wurde die Oregon City nach nur 22 Monaten Dienstzeit ausgemustert und der Reserveflotte zugeteilt. Dort verbrachte das Schiff mehr als 25 Jahre. 1970 erfolgte die Streichung aus dem Naval Vessel Register und im September 1973 der Verkauf zum Abbruch an die Union Minerals and Alloys Corporation in Kearny (New Jersey).